# إليانور ثوم
إليانور ثوم (بالإنجليزية: Eleanor Thom)‏ هي كاتِبة بريطانية، ولدت في 1979 في لندن في المملكة المتحدة.